# Armia osłonowa
Armia osłonowa – część sił zbrojnych państwa, przeznaczona do osłony granic przed niespodziewanym wtargnięciem przeciwnika oraz do osłony mobilizacji i rozwinięcia sił głównych. Armia organizowana w systemach obronnych sprzed II wojny światowej.